# Santalum paniculatum
Santalum paniculatum är en sandelträdsväxtart som beskrevs av William Jackson Hooker och George Arnott Walker Arnott.
Santalum paniculatum ingår i släktet Santalum och familjen sandelträdsväxter. Utöver nominatformen finns också underarten Santalum paniculatum pilgeri.